# Elf Tage in Berlin
Elf Tage in Berlin (schwedischer Titel: Elva dagar i Berlin) ist ein Roman des schwedischen Schriftstellers Håkan Nesser, der 2015 sowohl auf Schwedisch als auch in deutscher Übersetzung erschien.

## Aufbau und Verweise
Der Roman beginnt mit drei vom Autor mit „Vorspiel“ übertitelten Kapiteln, die jeweils den biografischen Hintergrund der Hauptfiguren Arne Murberg, Beate Bittner und Anatolis Litvinas zusammenfassen. Vorspiel 1 handelt von Arnes Lebensweg, den kognitiven Einschränkungen nach seinem Unfall, bis zum Abflug nach Berlin. Vorspiel 2 beschreibt Litvinas’ Kindheit und Ausbildung sowie seine verschiedenen Aufenthalte in Psychiatrien nach dem Verlust seiner Frau. Vorspiel 3 handelt von Beates Kindheit und ihrer fortschreitenden Muskelerkrankung. Daran anschließend folgen elf Abschnitte für jeden Tag, den Arne während seiner Reise verlebt, sowie zwei „Vorbereitung“ benannte Kapitel, die Litvinas’ Handeln während dieser Zeit beschreiben.
Dem Buch vorangestellt ist das Zitat von Astrid Lindgren: „Eine Botschaft habe ich nicht. Aber ich möchte für Toleranz gegenüber dem menschlichen Wahnsinn werben.“ Ein weiterer Verweis auf Astrid Lindgren ist ihr Buch Die Brüder Löwenherz innerhalb der Romanhandlung. Daneben wird in der Schilderung von Litvinas’ missglücktem Experiment in Auerbachs Keller, an dem auch ein Pudel beteiligt war, auf Goethes Faust angespielt.

## Handlung
Seit einem Badeunfall als Zwölfjähriger ist der inzwischen 34-jährige Arne Murberg sonderlich. Sein Kopf funktioniert langsamer als der anderer Menschen, doch Arne hat sich einige Tricks zugelegt, von denen seine Umgebung nichts ahnt. So berät er sich bei Problemen gedanklich regelmäßig mit Perry Mason, von dem er viele Videos gesehen hat, die er fast auswendig kennt. Zusammen mit seinem Vater, seinem Onkel und seiner Tante betreibt er ein Tabakwarengeschäft in einer schwedischen Kleinstadt. Seine Mutter Violetta Dufva kennt er nicht, lange war ihm gesagt worden, sie sei tot. Im November 2014 erzählt der krebskranke Vater Arne auf dem Sterbebett dann die Wahrheit, die Mutter sei vor vielen Jahren mit einem Troubador nach Berlin verschwunden, als Arne ein gutes Jahr alt war. Dort soll er sie aufsuchen und ihr ein verschlossenes Holzkästchen übergeben, diesen letzten Auftrag erteilt ihm der Vater. Das Kästchen hatte der Vater in den achtziger Jahren in Venedig von einer Wahrsagerin gekauft. Während dieses Maiurlaubs lernte er auch die 28-jährige Violetta kennen, die er im August heiratete.
Der dreifach promovierte Litvinas neigt zu weltverändernden Experimenten, die bereits mehrfach in Katastrophen endeten und ihm seit 2001 mehrjährige Psychiatrie-Aufenthalte einbrachten. Seine Frau Valetta Pates ist ihm auf einer Spitzbergen-Expedition abhandengekommen, sie wurde angeblich von einem Eisbären gefressen. So die offizielle Version. Litvinas weiß es besser, spricht aber nicht drüber: Genau in der Sekunde, in der am 11. September 2001 das erste Flugzeug in eines der New Yorker Doppelhochhäuser stürzte, sei sie durch eine Spalte im Zeitgefüge verschwunden. Mit der Diagnose Schizophrenie wird er erstmals bis 2006 eingewiesen, ist danach wieder an der Uni tätig und forscht zu obskuren Praktiken, um seine Frau wieder erscheinen zu lassen. 2012 misslingt ein zweiter Versuch in Auerbachs Keller schrecklich, und erneut wird er eingewiesen. Nach seiner Entlassung aus dem Majoren-Institut für geistig Kranke im Frühjahr 2015 plant er sein nächstes, entscheidendes Experiment in Berlin.
Die seit ihrer Geburt 1979 im Gegensatz zu ihren sechs älteren Brüdern kränkliche Pastorentochter Beate stammt aus einem Dorf zwischen Rendsburg und Kiel, verbringt aber viel Zeit bei ihrem geliebten Großvater, einem Maler, im nahegelegenen Schwedeneck an der Eckernförder Bucht. Nachdem wegen einer brennenden Kerze an ihrem Bett das Familienhaus abgebrannt ist, lebt sie das Folgejahr über ganz bei ihm und seinem großen zotteligen Hund. Beate lernt Schwedisch, weil sie ihr Lieblingsbuch Die Brüder Löwenherz im Original lesen wollte. Nach dem Tod des Großvaters im März 1991 wird bei der immer schwächlicher werdenden Elfjährigen das Strümpell-Lorrain-Syndrom diagnostiziert. Schließlich kann sie sich nur noch im Rollstuhl fortbewegen. Nach dem Abitur verlässt sie das strenge und freudlose Elternhaus, um an der Universität von Greifswald Skandinavistik zu studieren und danach an der Berliner Humboldt-Universität Bibliothekswissenschaften. Zunächst arbeitet sie in Kiel, seit 2009 in einer Berliner Bibliothek.
Nach gründlicher Vorbereitung durch den Onkel und mit nur rudimentären Deutschkenntnissen macht sich Arne Ende März 2015 auf den Weg nach Berlin. Im KaDeWe meint er seine Mutter zu sehen, verliert sie aber in der Menschenmenge. An ihrem vermuteten letzten Wohnort begegnet ihm zunächst der irre Wissenschaftler Anatolis Litvinas, der sich dort eingemietet hat. Nachdem Arne ihm ein Foto seiner Mutter Violetta gezeigt hat, auf dem Litvinas seine Frau Valetta zu erkennen glaubt, sucht er Arne als notwendigen Gehilfen für seine okkulten Versuche aus, mit denen er seine Frau wieder erscheinen lassen will. In Hypnose findet Arne sich in der Vergangenheit wieder, wo er als sein Alter Ego Aaron die Nachbarstochter Beate Greivald vor der Hexenverbrennung bewahren muss. Sein Gegner ist Litvonius, der Gesandte des Königs, der das Urteil verhängen wird. Dieser hat dasselbe Muttermal auf der Stirn wie Professor Litvinas.
In einem Restaurant nahe dem Bahnhof Zoo freundet sich Arne am sechsten Tag seines Aufenthaltes mit der rollstuhlfahrenden Skandinavistin und Bibliothekarin Beate Bittner an, die ihm ihre Unterstützung anbietet und Arne in den folgenden Tagen hilft, seine Suche zu strukturieren, und die für ihn übersetzt. Zusammen brechen sie das Holzkästchen von Arnes Vater auf, in dem sich ein alter Schlüssel befindet. Als Arne erneut von Litvinas in dessen Wohnung hypnotisiert wird, gelangt er wieder ins 17. Jahrhundert, kann letztlich mit Hilfe eines Schlüssels Beate aus ihrem Gefängnis befreien und mit ihr in die Freiheit und eine gemeinsame Zukunft fliehen, verfolgt von Litvonius und seinen Schergen. Zusammen springen sie von einer Klippe in das unten fließende Gewässer.
Unterdessen wartet in der Gegenwart Beate in einem nahegelegenen Café auf Arne. Von wachsender Unruhe erfasst, kommt ihr ein kryptischer Spruch ihres Großvaters in den Sinn: „Wer auf den Richtigen wartet, soll unter Gold sitzen.“ Arne findet sich erschöpft in der Gegenwart wieder, in einem Tunnel unter der goldenen Siegessäule, wo Beate schon auf ihn wartet. Gemeinsam begeben die Verliebten sich durch das nächtliche Berlin zu ihrer Wohnung. Den nächsten Tag verbringen sie im Bett. Erst am übernächsten Tag beschäftigen sie sich mit dem Holzkästchen. Sie kommen zu dem Schluss, Arnes Schlüssel sei derselbe, den auch Aaron benutzt hatte, und Aaron und Beate seien ihrer beider Vorfahren gewesen. Sie suchen Litvinas’ Wohnung auf, die durch einen Brand verwüstet wurde. Er selbst ist in dem Feuer umgekommen, das in der Nacht, als Arne bei ihm war, ausgebrochen war. Von einer Nachbarin erfahren sie, dass Arnes Mutter bis zu ihrem Tod im April 2010 tatsächlich in diesem Haus gewohnt hatte und im KaDeWe an einem Herzanfall gestorben ist. Arne und Beate schmieden gemeinsame Zukunftspläne und er schickt seinem Onkel eine SMS, dass er nicht nach Schweden zurückkehren, sondern in Berlin bleiben wird.

## Rezensionen
„In zahllosen kleinen Binnenerzählungen und aus den drei Vorspielen geflochtenen Erzählsträngen“ schickt der Autor Arne durch Berlin. „Das alles kommt leichtfüßig, manchmal betörend eingängig daher. Man liest, als ob man jemand beim Five o’Clock Tea zuhören könnte. Das steht im entschiedenen Gegensatz zu den ersten beiden Romanen der nach Stationen in New York und London nun mit Berlin abgeschlossenen Großstadttrilogie Nessers“, befindet Stephan Opitz in der Süddeutschen Zeitung. Jürgen Deppe urteilt in NDR Kultur ebenso: Der Roman „bringt zum Lachen, rührt zu Tränen und begeistert“. „Verständnisvoll und sensibel zeigt Nesser die Welt aus der Perspektive dreier Außenseiter, die versuchen, die Welt um sich herum zu begreifen. Dem Leser, der sich auf dieses Abenteuer einlässt, gelingt es, sich in die Welt eines Arne Murberg hineinzufühlen und hineinzudenken.“ „Intelligent, tiefgründig und amüsant zugleich“, erklärt Almut Oetjen von belletristik-couch.de.

## Ausgaben
- Elva dagar i Berlin, Albert Bonniers Förlag, Stockholm 2015, ISBN 978-91-0-014582-8.
  - Elf Tage in Berlin (Übersetzer Paul Berf), bbt, München 2015, ISBN 978-3-442-75493-9.
  - Hörbuch: Elf Tage in Berlin (Sprecher Dietmar Bär), der Hörverlag, München 2015, ISBN 978-3-8445-2063-7.